# Větrný mlýn v Bačkově
Větrný mlýn v Bačkově je zaniklý mlýn německého typu, který stál severně od Bačkova na návrší, kterému zůstal název Na Větrníku.

## Historie
Větrný mlýn stál v Bačkově již koncem 18. století. V té době náležel Bačkov Janu Heřmanu z Herrnrittu a nacházel se zde zámek, dvůr s malým lihovarem uprostřed, pivovar v místech domu pana Adamce (na poli „Na chmelnici“ nad Bačkovem se pravděpodobně pěstoval chmel) a větrný mlýn, jehož pozemkům za vsí se říká „Na větrníku“.